# Albert Augustus Pope
Albert Augustus Pope (Boston, 20 maggio 1843 – Lindermere-by-the-Sea, 10 agosto 1909) è stato un imprenditore statunitense, colonnello della Union Army, fondatore della Pope Manufacturing Company.

## Biografia
Albert Augustus Pope nacque a Boston da Charles Pope e Elizabeth Bogman Pope. La famiglia paterna discendeva dai New Englanders che si occupavano di legnami sin dal 1660, ma Charles optò per il ramo immobiliare. Il nonno materno, capitano James Bogman, scomparve in mare a Norfolk quando Elizabeth era giovane. Albert fu uno di otto figli.
Attorno al 1845, Charles Pope si rese indipendente dalla famiglia comprando un lotto di terreno a Brookline (Massachusetts), sobborgo di Boston. Nel 1846, mosse la famiglia da Milton (Massachusetts) a Harvard Street a Brookline. Comprò terrenia Harvard Place, e in estate, Vernon, e Washington Streets. Appena urbanizzate per l'accesso per le vetture vendette le proprietà guadagnando. Accumulò proprietà fino al 1850 poi dal 1851 la leva finanziaria lo travolse e pagò a malapena i creditori.
William Pope, fratello di Charles, mosse verso Brookline prima del 1850, vicino ai cugini di Albert. Albert frequentò la Brookline Grammar School con il cugino George, più giovane di un anno.
Charles Pope non si riprese dal tracollo finanziario. Albert fu un vincente fin da bambino a 9 anni: arando campi, e vendendo il prodotto, poi da 15 anni lavorando al Quincy Market. Più tardi lavorò come impiegato in u negozio per 4$ a settimana. Un biografo di Albert Pope scrive
()
 Un altro storico scrive che Charles Pope investì con Albert a Boston e fu un investitore nella Pope Manufacturing Company.

### Guerra civile americana
Il 27 agosto 1862, a 19 anni, Albert Pope entrò nella Union Army al 35th Massachusetts Volunteer Regiment,  come sottotenente.  L'unità attraversò il Potomac il 7 settembre, e pochi giorni dopo, combatté la Battaglia di Antietam. Il 35th Massachusetts andò contro i Stati Confederati d'America e raggiunse le linee nemiche prima del ritiro comandato. 79 uomini morirono nella compagnia di Pope. Pope sopravvisse al colera, e combatté la battaglia di Fredericksburg, la battaglia di Vicksburg, e la campagna di Knoxville. Si congedò Capitano, con titolo onorifico di Lieutenant-Colonel per distinzione in servizio.

### Dopoguerra
Albert usò i 900 US$ per aprire un negozio di fornitura per shoemakers a Dock Square, Boston. Dopo un anno l'investimento fruttò $9.600. Albert supportò un college: sorelle gemelle Emily e Augusta, e il giovane fratello Louis. Emily e Augusta Pope divenne medico, e Louis prese i voti. Il primo fratello, Charles, morì nel 1868. Albert adottò il nipote di 7 anni, Harry Melville Pope. Emily e Augusta divennero medici con studi in Europa, e praticanatato al New England Hospital. Nel 1886, entrarono alla Massachusetts Medical Society.
Si sposò il 20 settembre 1871 con Abbie Linder, figlia di George Linder e Matilda Smallwood, di Newton (Massachusetts), ed ebbero quattro figli e una figlia. All'epoca manteneva il fratello più giovane Louis. Abbie bore due bambini, Albert Linder Pope nel 1872 e Margaret Roberts Pope nel 1874.

## Gli anni della bicicletta

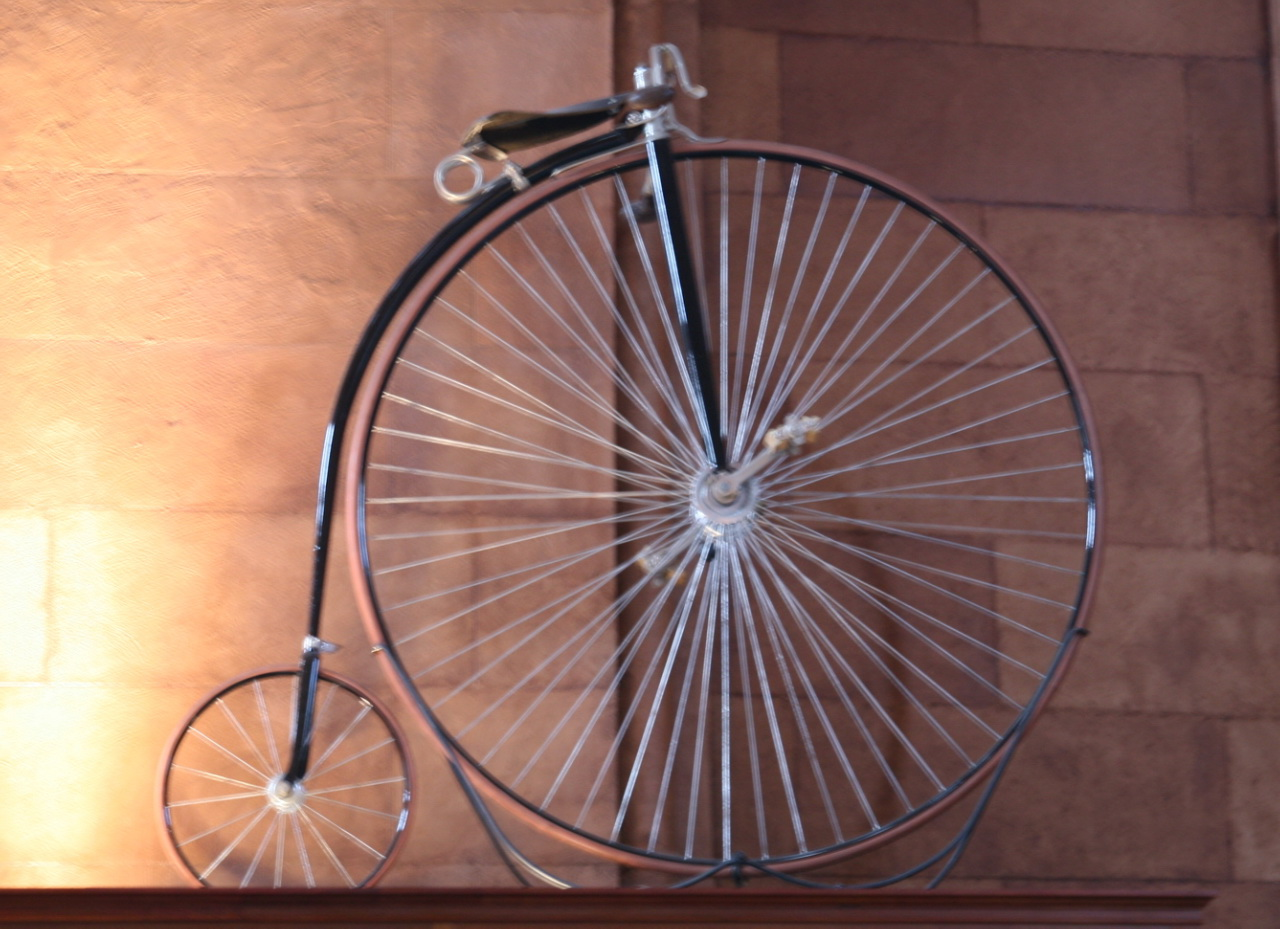
Columbia "Ordinary"

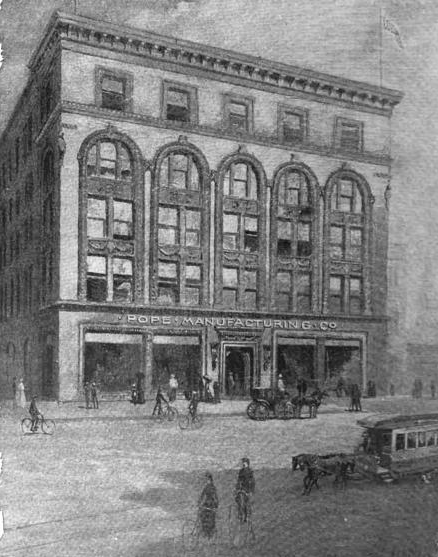
Pope Manufacturing in Boston

Pope fu eletto nel Newton Common Council nel 1875. L'estate a seguire a Filadelfia vide a una fiera (Centennial Exhibition) da Newton Alderman un biciclo inglese. Alcuni importatori di Baltimora sponsorizzavano l'evento. Il costruttore inglese Haynes & Jefferies costruì su licenza il modello Ariel di James Starley e William Hillman.
Nel 1877, il costruttore inglese John Harrington visitò Pope durante un soggiorno americano. Istruì un meccanico a costruire una bicicletta, completa nell'agosto 1877 al costo a costo di 313 US$. Harrington usò la macchina per insegnare a Pope a guidare. Pope importò otto modelli Excelsior Duplexes da Bayliss, Thomas & Company di Coventry. La consegna avvenne nel gennaio 1878, e la pubblicità messa su Bicycling World magazine qualche mese dopo.

### Brevetti
Due aziende americane formarono un cartello nel mercato delle biciclette degli USA con brevetti presentati appena dopo l'entrata di Pope nel settore: la bostoniana Richardson & McKee, e la Montpelier Manufacturing di Vermont. Richardson & McKee deteneva il brevetto di Pierre Lallement per i sei anni successivi. Montpelier Manufacturing ottenne il controllo congiunto tramite contratti e negoziazioni. La casa di Vermont citò in giudizio la Richardson & McKee per l'uso non consentito del brevetto del rocking-horse il cavallo a dondolo. Le due aziende si misero in accordo per l'utilizzo dei loro rispettivi brevetti con 10$ o 15$ di royalty per bicicletta che mise in difficoltà gli altri produttori americani. Pope negoziò con i due costruttori per ottenere il permesso all'utilizzo dei brevetti. Investì nell'acquisizione dei brevetti inerenti alle biciclette. Intraprese azioni legali verso i rivali, per ottenere 10$ per ogni royalty.

### Promozione della bicicletta e ciclismo
Pope spese più di 8.000$ per la promozione del mezzo. Come alcuni Governi locali introdussero limitazioni al veicolo, Pope intraprese azioni legali di danno. Quando nel 1880 New York bandì le biciclette a Central Park, citò il Governo della città. Tre ciclisti si introdussero nel parco con la sicurezza di avere supporto legale da Pope. I tre persero la causa ma Pope diede l'aiuto promesso.
Pope, con il fratello Arthur e il cugino Edward, fondarono il Massachusetts Bicycle Club.
Pope continuò a importare bicicli dall'Europa e comprare brevetti USA relativi. Nei primi anni '90, costituì un trust per il controllo dei brevetti in USA. Ogni costruttore pagò Pope circa 10$ a bicicletta. Il marchio Pope divenne Columbia. Nella metà degli anni'90, all'apice del Bike boom, Pope costruiva 250.000 mezzi all'anno.
Il maggior problema dei ciclisti dell'epoca furono le strade dove viaggiarci sopra. Pope fu un ciclista convinto e prese a cuore il problema. Formò la League of American Wheelmen per promuovere il Good Roads Movement.

## Automobili

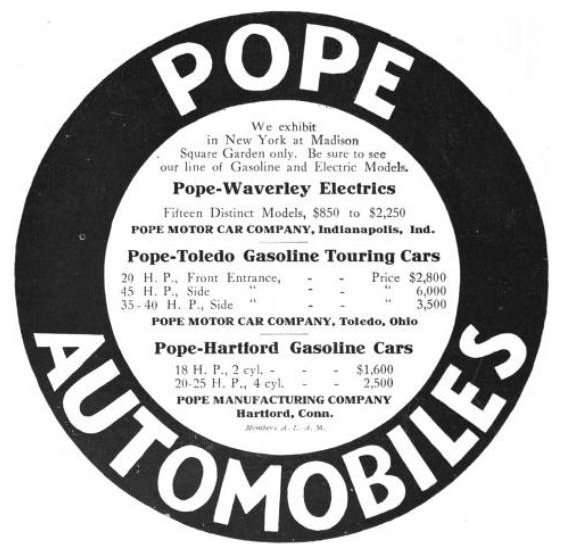
Pubblicità Pope Manufacturing Co. del 1905

Dal 1896, costruì automobili. L'ingegnere capo Pope Motor Carriage fu Hiram Percy Maxim. Nel 1897, l'azienda divenne Motor Carriage Department separata dalla Columbia Automobile Company, venduta alla Electric Vehicle Company, partecipata da Pope.
Nel 1897, Pope Manufacturing iniziò la produzione dell'auto elettrica a Hartford.
Al 1899, la società costruì più di 500 veicoli. Hiram Percy Maxim fu il capo del Motor Vehicle Department. The Electric Vehicle division was spun off that year as the independent company Columbia Automobile Company but it was acquired by the Electric Vehicle Company by the end of the year.
Pope dichiarò bancarotta nel 1907 and abandoned the automobile industry in 1915.
Pope è considerato il primo al mondo ad aver prodotto veicoli di serie su larga scala. Nel 1900 la Pope di Hartford produceva motori in quantità superiore ad ogni altro costruttore al mondo.

## Galleria d'immagini

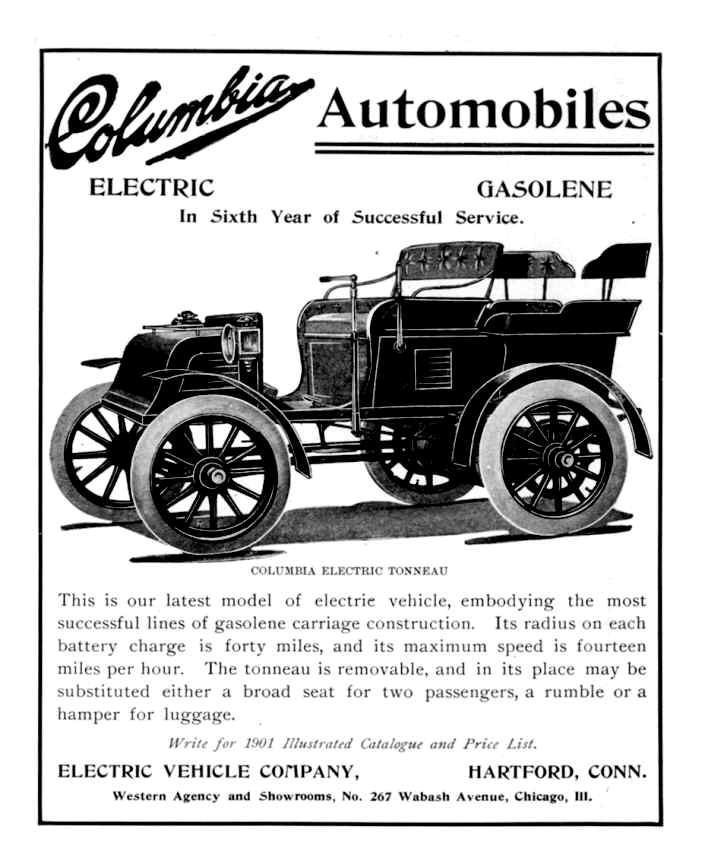
Pubblicità Columbia Electric, 1901
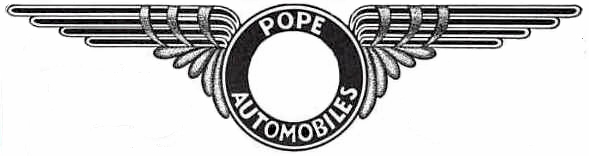
Pope Automobile Company logo del 1903
Pope-Toledo Tonneau, 1904
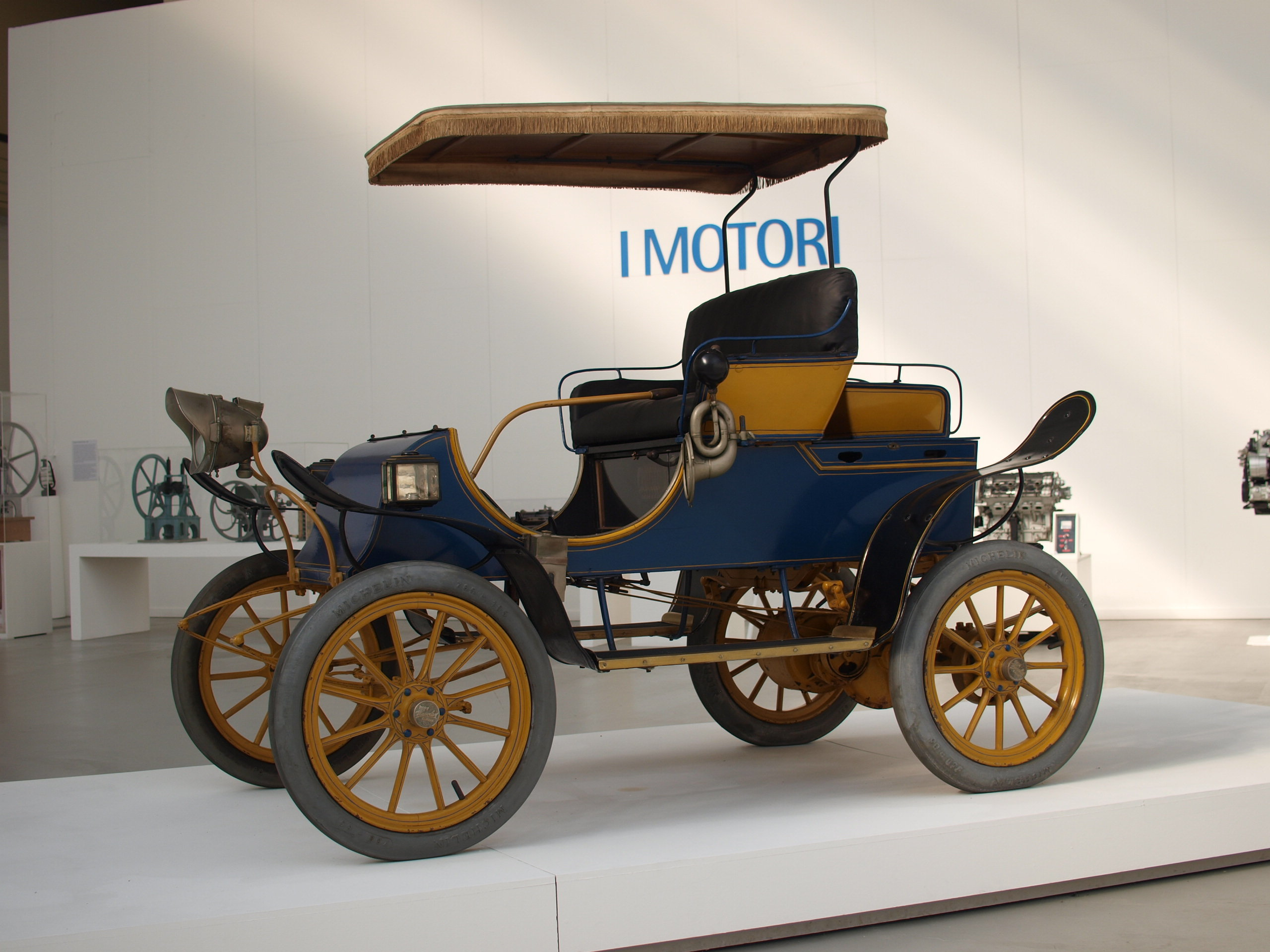
Pope-Toledo, 1907
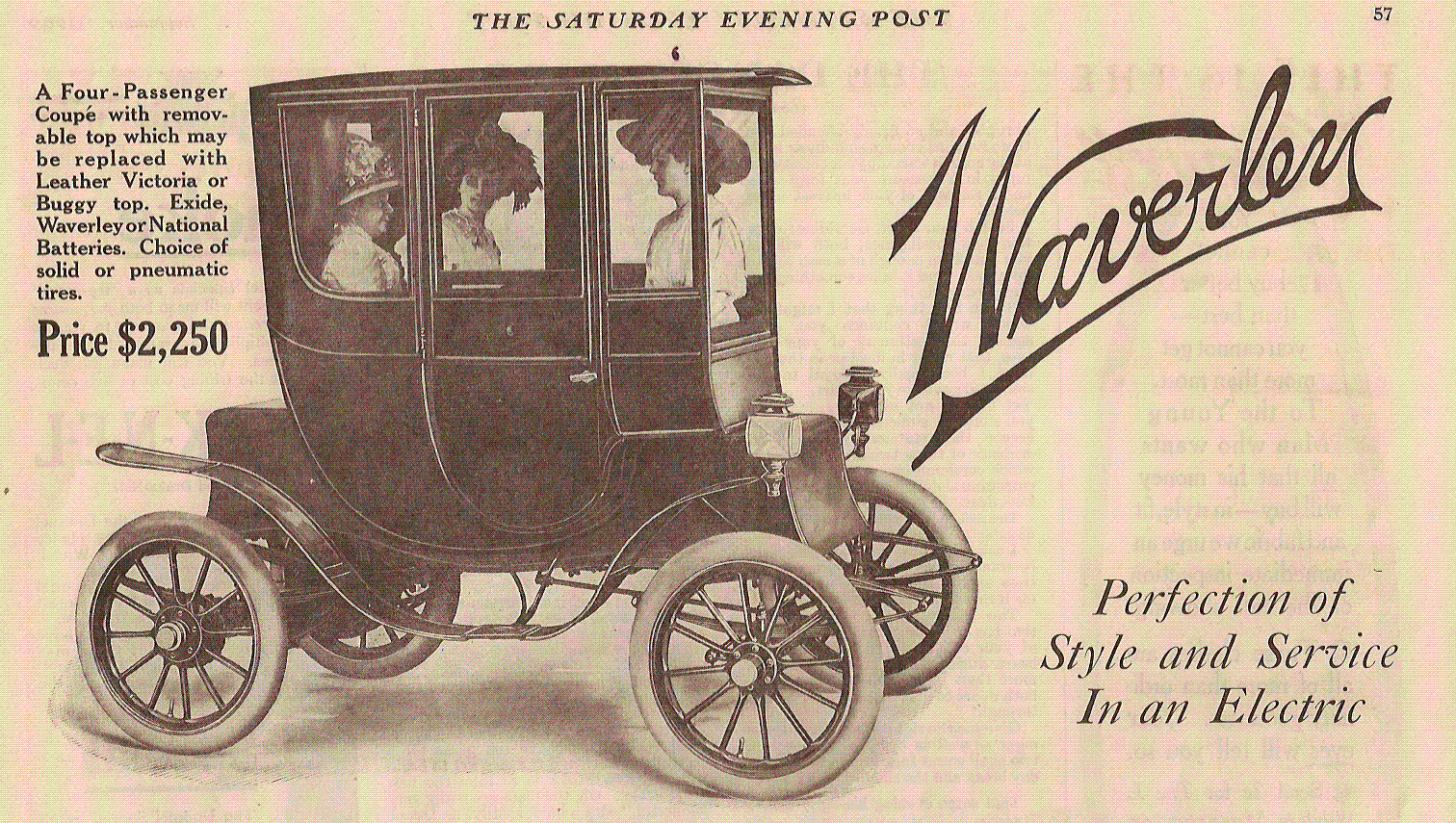
Pope Waverley Coupe, 1910
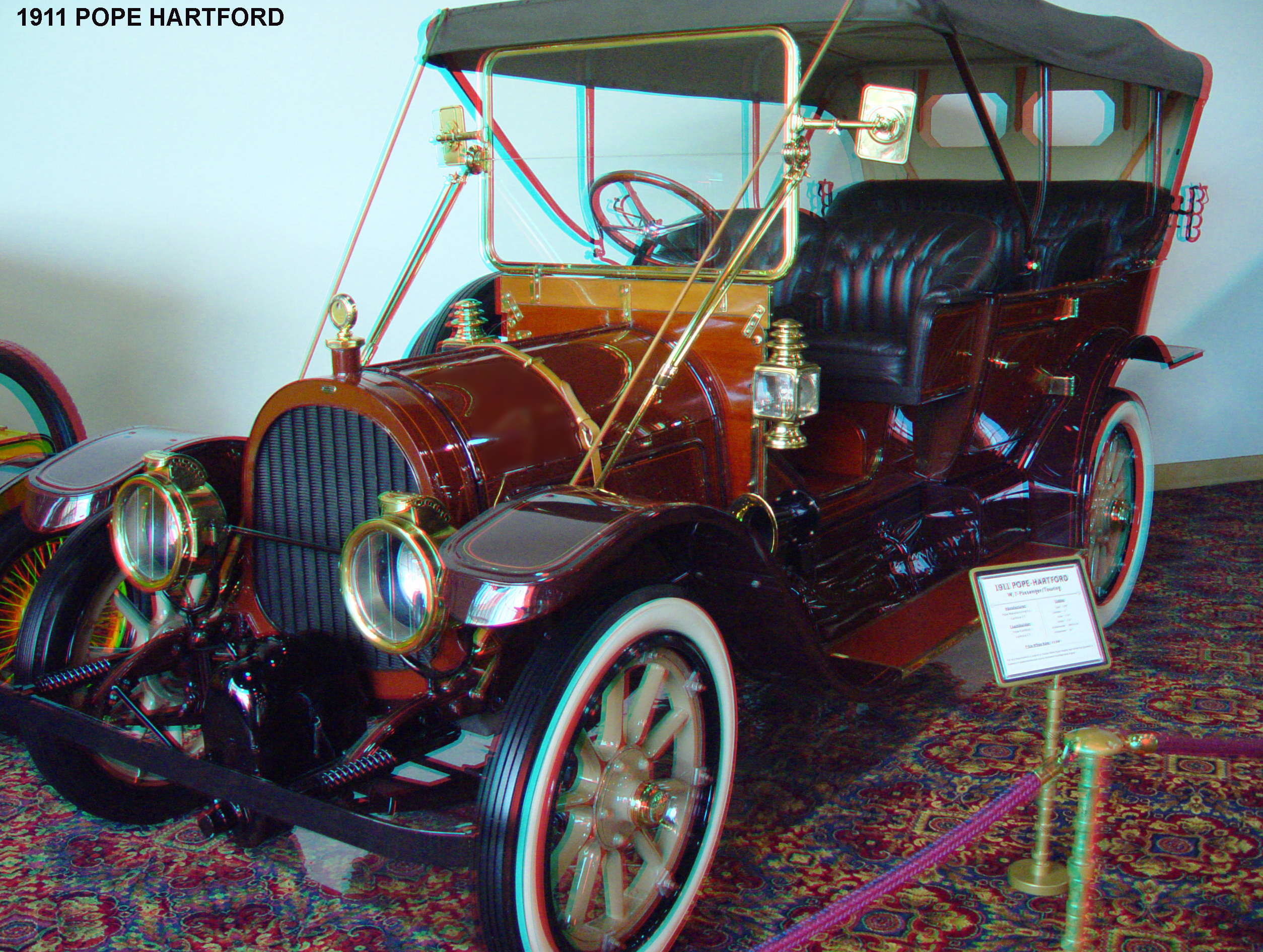
Pope-Hartford, 1911
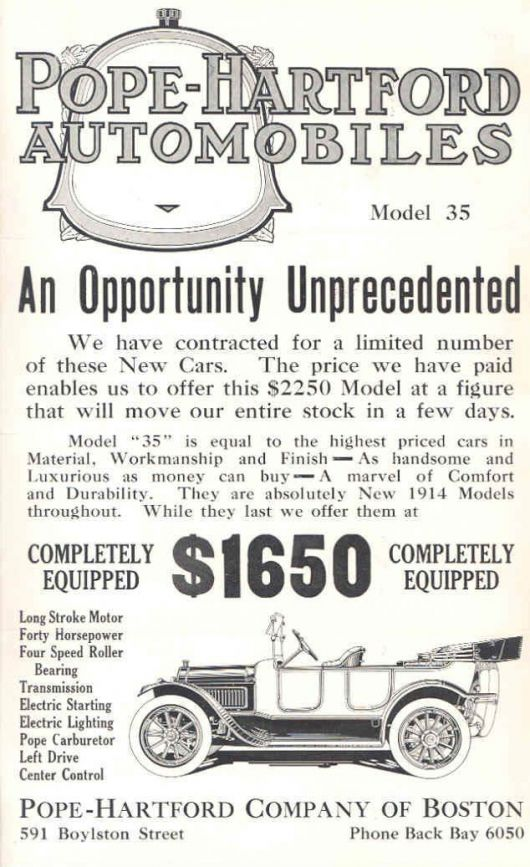
Pubblicità Pope-Hartford del 1914

## Morte
Morì il 10 agosto 1909. È sepolto al Forest Hills Cemetery and Crematory di Jamaica Plain.
Dopo la sua morte alcune aziende confluirono nella United States Motor Company. L'impero di Pope collassò nel 1913. Fondò il Pope Park, Hartford, Connecticut e lo donò alla città.

## Aziende Pope
- Columbia Automobile Company
- Pope Manufacturing Company
- Pope Motor Car Company
- American Bicycle Company